# Stac Electronics
Stac Electronics, originalmente fundada como State of the Art Consulting y más tarde acortado a Stac, Inc, fue una empresa de tecnología fundada en 1983. Es principalmente conocida por sus utilidades para la compresión de datos para su almacenamiento.

## Historia
Los fundadores originales incluían cinco estudiantes de postgrado en Ciencias de la Computación del Caltech (Gary Clow, Doug Whiting, John Tanner, Mike Schuster y William Dally), dos ingenieros industriales (Scott Karns y Robert Monsour) y dos miembros de la junta de las empresas inversoras (Robert Johnson de Southern California Ventures y Hugh Ness de Scientific Atlanta). El primer empleado fue Bruce Behymer, un estudiante de pregrado en Ingeniería y Ciencias Aplicadas del Caltech.
Su sede estaba originalmente en Pasadena, California y más tarde en Carlsbad, California. La compañía recibió fondos de capital riesgo para seguir un plan de negocios como una compañía de chips fabless para la venta de productos específicos de aplicación estándar para la industria de la unidad de cinta. El plan incluía la expansión en el mercado de la unidad de disco, que era mucho más grande que el mercado de la unidad de cinta. Tras el éxito de Cirrus Logic en el mercado de la unidad de disco, esta fue la base real de los intereses de los capitalistas de riesgo en Stac.
Como parte de la ingeniería de aplicación para adaptar sus chips de compresión de datos para su uso en unidades de disco, la compañía implementó un controlador de MS-DOS que comprimí los datos de forma transparente al escribirlos en un disco duro y los descomprime de forma transparente del disco duro en lecturas posteriores. Al hacerlo, descubrieron que, dada la diferencia de velocidad relativa entre el procesador del ordenador y los tiempos de acceso de las unidades de disco, era posible realizar la compresión de datos por software, obviando la necesidad de un chip de compresión de datos en cada unidad de disco, como habían planificado producir. En cambio, en 1990 la compañía lanzó Stacker, una utilidad de compresión de disco. El producto fue un gran éxito, debido a la capacidad relativamente pequeña (20 a 80 Megabytes) y los altos precios de los discos duros entonces, en un momento en que se popularizaban grandes paquetes de software tales como Microsoft Windows. En promedio, Stacker duplicó la capacidad de disco y aumentó el rendimiento general del disco mediante la compresión de los datos antes de la escritura y después de la lectura, para compensar la relativa lentitud de las unidades. Stac vendió varios millones de unidades de Stacker a lo largo de la vida del producto.

## Demanda contra Microsoft
En 1993, Microsoft lanza MS-DOS 6.0, que incluía un programa de compresión de disco llamado DoubleSpace. Microsoft había estado negociando previamente con Stac para licenciar su tecnología de compresión, y mantuvo conversaciones con los ingenieros de Stac y examinó el código de Stac como parte del proceso de due diligence. Stac, en un esfuerzo liderado por el abogado Morgan Chu, demandó a Microsoft por violación de patentes de dos de sus patentes de compresión de datos, y ganó; en 1994, un jurado de California dictaminó que la infracción por parte de Microsoft no fue intencionada, pero que debía pagar a Stac 120 millones de dólares en indemnización compensatoria, llegando a alrededor de $ 5,50 dólares por copia de MS-DOS 6.0 que había sido vendida. El jurado también estuvo de acuerdo con una demanda de reconvención de Microsoft en que Stac había malversado el secreto comercial de Microsoft de una función de precarga que se incluyó en Stacker 3.1, y ordenó a Stac el pago de 13,6 millones de dólares a Microsoft.
Mientras Microsoft prepara un recurso de apelación, Stac obtenido una medida cautelar de la corte para detener las ventas de todos los productos de MS-DOS que incluyeran DoubleSpace; por entonces Microsoft ya había comenzado el envío de una actualización de MS-DOS para los clientes OEM que eliminaba DoubleSpace. A finales de 1994, Microsoft y Stac resolvieron todos los litigios pendientes al aceptar que Microsoft haría una inversión de 39,9 millones de dólares en Stac Electronics, y pagaría a Stac unos 43 millones de dólares en regalías por sus patentes.

## A partir de 1994
Antes de 1996, la compañía trasladó su sede de Carlsbad a Carmel Valley, en San Diego, California, y mantiene un grupo de programación en Estonia. Después de resolver el pleito con Microsoft, Stac trataba de ampliar su cartera de productos en el segmento de software de utilidad mediante la adición de almacenamiento adicional y los títulos de la comunicación mediante el desarrollo interno y adquisiciones. La compañía se apresuró a reemplazar los ingresos perdidos después de que el mercado de software de compresión de disco duro se derrumbó con la inclusión de DoubleSpace en MS-DOS y la rápida disminución en el costo por megabyte de disco duro. Usando los fondos de su salida a bolsa (1992) y el acuerdo con Microsoft, Stac adquirió un producto de control remoto llamado ReachOut. Compra un producto de copia de seguridad de imagen del servidor llamado Replica, e internamente desarrolla un producto de copia de seguridad de red para estaciones de trabajo y [Ordenador portátil|ordenadores portátiles]], y comercializa este producto por primera vez como Replica NDM y más tarde como eSupport Essentials. Mucha de la tecnología pionera que ofrece Stac de copia de respaldo en red, conduce en última instancia hacia las soluciones actuales de copia de seguridad en línea.
Mientras tanto, el negocio original de chips de Stac siguió creciendo. Para de que los accionistas hicieran líquidas sus inversiones, su filial de chips llamada Hifn, se separó en 1998 en una oferta pública primaria.
Stac rebautiza luego la compañía de servicios de software restante a Previo, y se reposiciona a sí misma como una empresa de soporte de herramientas y help desk. Este esfuerzo se desarrolla mientras estalla la burbuja punto com, y en 2002 la gestión elige para tomar la medida inusual de la venta de los activos que aún quedan en Stac a Altiris y devolviendo el dinero restante a los accionistas antes de disolverse.